# Infermieristica forense
(Joseph Biden, Forensic Nursing: a Handbook for Practice)
L'infermieristica forense è una disciplina forense il cui scopo è applicare metodologie infermieristiche alle tradizionali investigazioni di carattere giudiziario. In questa scienza vengono spesso applicati procedimenti medico-legali, e gli infermieri vengono appositamente addestrati; questa disciplina viene solitamente utilizzata in casi in cui le vittime di abusi, attività delinquenziale o traumi muoiano o presentino gravi lesioni.

## Storia
L'infermieristica forense nasce negli Stati Uniti su proposta di Virginia Lynch, primo presidente dell'IAFN. Durante gli anni '80, Virginia Lynch ha fondato la prima clinica di assistenza post-aggressione sessuale nella contea di Parker, in Texas. Virginia Lynch lavorava come Death Investigator in Georgia. Nel 1991, l'American Academy of Forensic Sciences (AAFS) le chiese di definire la pratica dell'infermieristica forense e di stabilire un posto per gli infermieri forensi nell'organizzazione. L'assistenza infermieristica forense ha ottenuto il riconoscimento di specialità dall'American Nurses Association (ANA) nel 1995.

## Nel mondo

### Stati Uniti
Le infermiere forensi possono lavorare negli Stati Uniti in qualità di Sexual Assault Nurse Examiner (SANE). Talvolta possono assumere il ruolo di Death Investigator; ma ciò accade di rado; la qualifica viene riconosciuta dall'American Board of Medicolegal Death Investigators.
La formazione dell'infermiere forense negli Stati Uniti prevede le seguenti materie:
- Cure informate sul trauma
- Intervista forense
- Fotografia forense
- Identificazione di diversi tipi di abuso, inclusi quelli fisici, psicologici, sessuali ed economici
- Valutazione e documentazione delle ferite
- Identificazione delle lesioni da difesa
- Diagnosi di trauma contusivo, acuto, penetrante
- Raccolta di prove
- Giurisprudenza
- Maltrattamenti sui minori, abusi sugli anziani, abusi sessuali e traffico di esseri umani
- Indagini sulla morte
- Campioni biologici e analisi del DNA per scopi forensi
- Emergenze di massa e crisi umanitarie

### Italia
L'infermieristica forense è una disciplina giovane in Italia, il cui profilo - a differenza di altre nazioni - non è ancora ben delineato. Le leggi che vi fanno riferimento sono la Legge "Balduzzi" 189/2012 e la Legge 24/2017.